# Революция 1905—1907 годов в Риге
Революция 1905—1907 годов в Риге

## Условия, предпосылки
В Риге накануне революционных событий 1905—1907 годов числились 60 000 промышленных рабочих, которые были заняты на ряде крупных предприятий, например, «Феникс», «Русско-Балтийский вагонный завод», «Проводник», «Рижская электротехническая фабрика» и других. 70 % всех промышленных предприятий и рабочих Лифляндской и Курляндской губерний находились в Риге. Положение рабочих резко ухудшилось в условиях промышленного и финансового кризиса, который начался в 1900 и продолжался примерно до 1903 года. В этот период довольно широкий размах приобрели новые методы политической борьбы, среди которых наиболее распространённым был метод уличных демонстраций. Одной из самых громких и значимых манифестаций борьбы рабочих за свои права был Рижский бунт 1899 года. К тому же ЛСДРП, основанная в 1904 году, выступила с предложением бойкотировать призыв резервистов и новобранцев в армию в связи с началом Русско-японской войны. 10 декабря 1904 года латышские социал-демократы организовали две массовых демонстрации фабричных рабочих, целью которых было добиться срыва проведения мобилизации.

## События января 1905 года в Риге
Официальным началом событий Революции 1905 года стала расправа над петербургскими демонстрантами 9 января 1905 года, которая была воспринята в Риге с возмущением и стала катализатором для начала организованных рабочих демонстраций. ЦК и Рижский комитет ЛСДРП, собравшись на экстренном заседании, решили провести 12 января 1905 года всеобщую политическую стачку. Главной задачей недавно сформированной ЛСДРП стала мобилизация всех сил, сочувствующих идее социал-демократической революции, и создание вооружённых групп боевого крыла латышской социал-демократии. Около 20 000 демонстрантов собрались в этот день в Задвинье. Более 10 000 человек приняло участие в митинге на рынке в Ильгезееме.
12-го сего января, в 6 часов утра, внезапно появилась толпа неизвестных, числом около 40—50 человек, у замочной фабрики Гермингауза и Формана, расположенной на окраине города Риги, на Балдонской улице № 1, которые стали задерживать являвшихся на работу рабочих и приглашать их не приступать к работе, а присоединяться к ним. Молодежь из рабочих тотчас охотно присоединилась к толпе, а затем то же сделала и другая часть рабочих, не желавшая приступить к работе, из опасения насилия. Тогда все направились к Проволочной фабрике по Динаминдской улице № 22—24, и с прекратившими работу рабочими этой фабрики обходили все другие фабрики и заводы, расположенные в районе 2-го участка Митавской части, где также были прекращены работы. Затем образовавшаяся громадная толпа остановилась на Ильгецемской рыночной площади, где рабочий Юлиус Кальнин, влезши на крышу торговой будки, прочитал преступное воззвание о последних событиях в Петербурге. После этого вся толпа направилась на цементный завод Шмидта, куда к тому времени прибыли две роты 116 пех. Малоярославского полка...(Из доклада лифляндского губернатора министру внутренних дел, 18 января 1905 г.)
Полиция и другие правоохранительные структуры не вмешивались в процесс рабочей демонстрации и не останавливали проведение стачки. Между тем, 13 января стачка приняла более масштабный характер, и большая часть демонстрантов вышли на набережную Даугавы, однако у Железного моста солдаты унтер-офицерской роты открыли огонь по манифестации, что привело к гибели примерно 80 человек и ранению 300 демонстрантов. Впоследствии похоронные демонстрации павших рабочих также приобрели статус политических демонстраций. Полиция после 13 января практически не разгоняла манифестации рабочих масс, а к концу января число демонстраций увеличилось. Промышленные рабочие городских предприятий выходили на демонстрации под координационным руководством членов ЛСДРП. К концу января к рабочим присоединились и крестьяне из рижских окрестных усадеб — Шампетер, Солитюде, Анненхоф (Анниньмуйжа), Биненхоф (Бишумуйжа) и других.

## События лета 1905 года в Риге
Весной стачки временно прекратились, а летом возобновились с новой силой — при этом рабочие и крестьяне во время массовых митингов выбирали делегатов, которые должны были участвовать в переговорах с губернской администрацией. Делегаты объединялись в советы, которые функционировали в качестве временных органов власти на промышленных предприятиях, так что стачечное движение рижских рабочих носило характер ячеек. Вместе с тем руководство ЛСДРП открыто призывало рабочих искать оружие и вооружаться, так что отдельные рабочие ряда фабрик («Этна», «Руссо-балт», «Феникс», «Мотор») действительно получали в своё распоряжение огнестрельное оружие при фактическом бездействии полицейских структур. Также солдаты гарнизона Усть-Двинской крепости солидаризировались с восставшими матросами на броненосце «Потёмкин», что также привело к массовым беспорядкам в Дюнамюнде.
9 июля в память о разгоне рабочей манифестации 9 января в Петербурге в Риге состоялась новая масштабная акция пока ещё ненасильственного сопротивления, в результате которой была блокирована работа более 60 рижских промышленных предприятий. Эта стачка в итоге парализовала городскую жизнь, в результате руководители фабрик попросили отправить войсковые части на усмирение участников стачечного движения. В Ригу был прислан кавалерийский полк, а столкновения рабочих демонстрантов с полицией существенно участились. К осени стачечно-манифестационное движение несколько утихло, а тактика боевого крыла ЛСДРП несколько изменилась — вместо массовых протестов руководство революционного движения в Риге сосредоточилось на проведении точечных акций.

## Нападение боевиков на Рижскую центральную тюрьму
Первая из таких громких и дерзких акций прошла в начале осени. В ночь на 7 сентября 1905 года группа вооруженных рабочих боевиков совершило неожиданное нападение на Рижскую центральную тюрьму на Матвеевской улице для освобождения заключённых. Нападение было осуществлено силами боевой группы ЛСДРП, которой руководили латышские революционеры Янис Лутер («Бобис») и Екаб Дубельштейн («Епис»), а подготовка к нападению проводилась на квартире боевика Фрициса Тиесниекса, члена Рижского комитета ЛСДРП. В нападении приняло участие около 50 человек, в том числе Христофор Салныньш («Гришка»), в дальнейшем один из активных революционных борцов и разведчиков в Прибалтике. Сперва участники назначили местом сбора Матвеевское кладбище, где разбились на группы. Одна группа боевиков осталась во дворе, а другая тайно проникла в здание тюрьмы, в то время как третья заняла боевые позиции для отражения нападения со стороны тюремной охраны. Были взломаны двери камер и освобождены двое заключённых — член Рижского комитета ЛСДРП Я. Лацис-Крюгер и Юлий Шлесер, организатор боевой бригады на заводе «Феникс», которые ранее были приговорены к смертной казни. Охранники тюрьмы потеряли убитыми 15 человек при нападении боевиков. Пресса Российской империи широко освещала нападение боевиков на Рижскую центральную тюрьму, а высокую оценку произошедшему дал В. И. Ленин.

## События октября-ноября 1905 года
12 октября 1905 года в Риге началась масштабная стачка рабочих железнодорожной промышленности, а 15 октября представительные органы рижских рабочих (советы делегатов и комитеты ЛСДРП) решили присоединиться к всероссийской массовой стачке. 19 октября 1905 года состоялся массовый митинг на улице Лагерной (Нометню) в Задвинье, который собрал более 60 000 человек, а параллельно проходили массовые акции в Гризинькалнсе, которые собирали от 100 000 до 150 000 человек. В этот же день 19 октября начала выходить закрытая ранее газета «Dienas Lapa» без цензуры, а также некоторые другие органы революционной агитационной печати. 20 октября рабочие манифестанты на митинге в Гризинькалнсе начали обсуждать вопрос о формировании легальных рабочих профсоюзов, которые впоследствии объединили более 25 000 человек. Также профсоюзы создали единое централизованное правление (Центральное бюро рижских профсоюзов). В других профессиональных группах социалистически ориентированных латышей также начали формироваться организованные органы, например, с 10 по 14 ноября 1905 года в Риге состоялся съезд народных учителей.

## Нападение рижских боевиков на тайную полицию
Вскоре московское вооружённое восстание рабочих было подавлено, после чего в Ригу в январе 1906 года прибыла карательная экспедиция, в результате которой много латышских манифестантов и боевиков революционной организации ЛСДРП был арестовано и казнено. Правительство издало распоряжения, запрещающие массовые собрания рабочих и забастовки. Однако 17 января 1906 года рижские боевики совершили нападение на тайную полицию с целью освободить шесть заключённых. Здание тайной полиции располагалось на Бастионном бульваре. На конспиративной квартире (нынешний адрес: улица Кришьяня Барона, 25) заранее собрались участники боевых организаций рабочих ЛСДРП и тщательно подготовили план нападения на здание. Первоначально планировалось осуществить нападение 15 января, но эти планам не суждено было сбыться, потому что возле здания тайной полиции проходили войска. Между тем с продуктами питания в тюрьму тайной полиции удалось передать револьверы. Рано утром 17 января небольшая вооружённая группа боевиков Екаба Дубельштейна скрытно расположилась у здания (в группе состояли Христофор Салниньш и Рудольф Делиньш («Чомс»). В здание полиции тайно проникли 4 боевика из группы, в то время как остальные остались на улице, контролируя ситуацию в окрестностях. Вскоре между участниками вооружённого нападения и охраной тайной полиции завязалась перестрелка, в результате которой был застрелен один солдат охраны. В итоге шестеро заключённых, приговорённых военным судом к смертной казни, были успешно освобождены, а из нападавших на здание боевиков никто не пострадал.

## Спад революционного движения
Несмотря на прибытие карательной экспедиции и расправы над участниками революционного движения в Риге, стачечное движение продолжалось. В апреле 1906 году состоялась всеобщая забастовка протеста против нечеловеческого обращения с заключёнными боевиками и расправами над арестованными революционерами без суда. Большое число строительных и фабричных рабочих приняло участие в этой городской акции протеста. Практически одновременно начали бастовать рабочие транспортной отрасли, например, служащие Рижского трамвайного парка, которые отказались выходить на работу 18 июля в связи с отказом руководства парка восстановить на работе сотрудников, уволенных за активное участие в стачечной деятельности. В августе 1906 года после вмешательства полицейских органов и подавления рабочих манифестаций стачечное движение постепенно пошло на спад. В ходе столкновений с полицией погибли некоторые видные представители рабочих организаций ЛСДРП, например, боевик Рудольф Делиньш. Большая часть рижских боевиков отправилась в эмиграцию, а многие боевики были расстреляны за участие в террористической деятельности.
В итоге во время 3-го съезда ЛСДРП в июле 1906 года было принято решение объединиться с РСДРП, в результате была создана территориальная организация Социал-демократия Латышского края, которая действовала в статусе автономной организации, входящей в состав РСДРП.

## Участники революционного движения 1905—1907 годов в Риге
- Янис Чокке — член вооружённого крыла ЛСДРП. Вместе с братьями создал первую революционно-боевую группу участников сопротивления под названием «Brašie" («Смелые»). Участник нападения боевиков на Рижскую центральную тюрьму и на драгунский отряд, охранявший завод «Проводник». Участник ограбления филиала Государственного банка Российской империи в Гельсингфорсе 13 февраля 1906 года. Арестован, приговорён к пожизненному заключению, погиб в каторжной тюрьме в Або.
- Рудольф Делиньш — профессиональный революционер, боевик ЛСДРП. Член Рижского социал-демократического федерального комитета. Один из активнейших организаторов и участников нападения на Центральную тюрьму и на здание тайной полиции. Погиб в перестрелке с полицией 1 июня 1906 года.
- Христофор Салниньш — видный революционер, военный деятель Советской России. Сперва входил в группу боевиков, которые избивали рабочих, противившихся революционно-стачечному движению. Участник всех громких акций боевых групп ЛСДРП в Риге. В апреле 1906 года отправился в Баку, где занимался подрывной деятельностью. Вернулся в Ригу, участвовал во множестве ограблений, например, винных лавок на Московской и Суворовской улицах. В 1912 году отправился во вторую, более длительную эмиграцию в США. После 1920 года работал в разведывательном управлении на Дальнем Востоке. Участник Гражданской войны в Испании. Расстрелян по обвинению в шпионаже в 1939 году.
- Екаб Дубельштейн — участник боевого крыла ЛСДРП, один из организаторов революционного движения в Риге. Возглавлял Объединённый комитет Либавских социал-демократических организаций. Участвовал в нападении боевиков на Центральную тюрьму, в ограблении Гельсингфорсского отделения Российского государственного банка. Работал в сфере пропаганды революционных идей в Митаве. В 1907 году арестован, подвергся пыткам и был расстрелян у входа в Рижскую Центральную тюрьму.
- Янис Пече — участник революционного движения в Лифляндии. Член КП с 1903 года. Известный в Либаве революционер-пропагандист, участник нападения боевиков на Рижскую Центральную тюрьму. В 1914 году арестован, сослан в Нарым. В 1917 году стал членом Московского комитета РСДРП, занял чрезвычайно важный пост начальника Центрального штаба Красной гвардии. Фактически координировал вооружённое восстание в Москве во время Октябрьской революции 1917 года. После провозглашения Латвийской социалистической советской республики — член Реввоенсовета армии. Автор воспоминаний.
- Луиза Тиесниеце — одна из первых женщин-революционерок Латвии. Принимала участие в организации массовых демонстраций рабочих «Джутовой мануфактуры» во время Рижского бунта 1899 года. Активная участница Революции 1905—1907 года в Риге. С 1909 года ведала отделом нелегальной литературы СДЛК, фактически через неё проходила вся информация о нелегальной агитационной периодике. В 1918 году была избрана в Рижский совет рабочих депутатов. В начале января 1919 года один из организаторов вооружённого восстания рижских рабочих, которое повлияло на успех Красной армии и провозглашение Латвийской социалистической советской республики.
- Фрицис Тиесниекс — участник Рижского бунта, один из основателей ЛСДРП. Брат Луизы Тиесниеце. Был авторитетным руководителем рижских боевиков.
- Юрий Гавен — профессиональный пропагандист, революционер; с 1902 по 1905 год был секретарём рижской партийной организации социал-демократов. Во время революционных событий 1905—1907 годов координировал боевые дружины «лесных братьев» в Лифляндской губернии, которые грабили и сжигали усадьбы остзейских дворян. С 1906 по 1908 год занимался агитационной деятельностью в Митаве, Риге, Либаве. С 1908 года постоянно подвергался арестам и ссылкам в отдалённые районы Сибири. С сентября 1917 года отправлен в Севастополь, жестокими методами подавлял движение белого сопротивления в Крыму. Член президиума совета Севастопольского совета военных и рабочих депутатов, председатель горкома большевиков, редактор газеты «Таврическая правда». С 21 марта 1918 года входил в состав Совета народных комиссаров Республики Тавриды, а параллельно занимал должность наркома военно-морских дел. 4 апреля 1936 года арестован, в октябре 1936 года расстрелян. Реабилитирован в 1958 году.